# Parthéni
Parthéni är en ort i Grekland.   Den ligger i prefekturen Nomós Thessaloníkis och regionen Mellersta Makedonien, i den norra delen av landet, 300 km norr om huvudstaden Aten. Parthéni ligger 8 meter över havet och antalet invånare är 657.
Terrängen runt Parthéni är platt, och sluttar söderut. Runt Parthéni är det ganska tätbefolkat, med 78 invånare per kvadratkilometer. Närmaste större samhälle är Giannitsá, 19,6 km nordväst om Parthéni. Trakten runt Parthéni består till största delen av jordbruksmark.